# Іньфуцзін

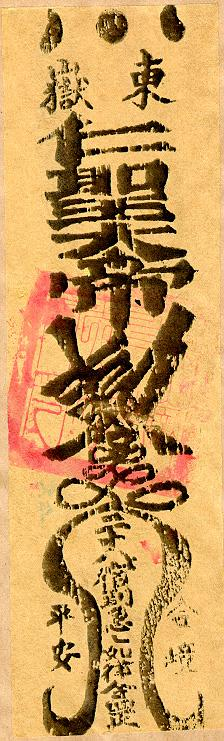
Даоський талісман Фулу

Хуан-ді Іньфуцзін (кит. трад.: 黃帝陰符經; піньїнь: Huángdì Yǐnfújīng) або коротко Іньфуцзін (Канон секретного талісману Жовтого Імператора) — канонічний даоський твір, який датується найбільш критичними дослідниками VIII століттям н. е. Є короткою поемою космологічного змісту. Традиція вважає автором твору легендарного Жовтого імператора. Твір є дуже авторитетним у даосизмі. Тема Іньфуцзіну — китайська астрологія та внутрішня алхімія.

## Переклади
Існують численні переклади Іньфуцзіну англійською, французькою, італійською, німецькою, японською та російською мовами.
Перший переклад англійською зробив 1884 року Фредерік Балфур. 1891 року з'явився переклад Джеймса Легга.

## Зміст
Текст Іньфуцзіна припускає багатозначність тлумачення, й переклади місцями можуть суттєво відрізнятись.
Перша глава відповідає небу, вона змальовує, як Небо відбивається в усьому, і як святі-відлюдники зможуть це осягнути.
Основною темою є Небесне Дао, що висловлюється в гармонії та відповідності Неба, Землі й Людини.
Вчення першої частини містить уявлення про світ як про єдиний цілісний організм і є одночасно і вченням про надбання безсмертя через єднання зі світом та її енергетиками.
Автор вводить поняття «п'яти розбійників» чи «п'яти злодіїв» (五賊), які «грабують»(盜). Під «злодійством» автор розуміє використання природних властивостей явищ та мудрих законів і правил. П'ятьма розбійниками Неба є п'ять елементів, а п'ятьма розбійниками у Людини є п'ять органів чуття, містяться в серці.
Далі вводиться поняття механізму (機 пружини), осі, центру міріад речей, що координує зовнішні та внутрішні процеси. Текст оповідає про згубні наслідки, коли механізм припиняє діяти (убивається, вражається) з вини Неба, Землі й Людини. Однак відзначається обов'язковий порядок народжень і смертей, перетворень і трансформацій. Та пружина «грабує» все, що існує. Опис бід відповідає космології школи Лінбао, що сформувалась під впливом буддизму.
Друга глава оповідає про те, як Небо проявляється на землі та як пов’язана з гармонією.
Дао полягає в тому, що Небо може як породжувати, так і вбивати. Все живе зав’язано на певні ритми, що включають народження, смерть, катастрофи. Це виявляється у "грабунку" - Небо і Земля грабують все, що існує, людина грабує все, що існує, пружина грабує все, що існує. Такі закономірності може зрозуміти й використовувати тільки шляхетна людина (в конфуціанському сенсі).
Третя глава оповідає про те, як мудра людина може розуміти процеси й ритми та їх додержуватись. Слід бути спокійним, не боятись катастроф і не протидіяти природі. Необхідно додержуватись Іцзіну й сонячних циклів календаря, розуміючи трансформації стихій інь і ян – це дозволить сягнути досконалості й постійності (вічності), мається на увазі даоська наука про безсмертя.